# Rosellinia quercina
Rosellinia quercina är en svampart som beskrevs av R. Hartig 1880. Rosellinia quercina ingår i släktet Rosellinia och familjen kolkärnsvampar.   Inga underarter finns listade i Catalogue of Life.